# 芥末水果

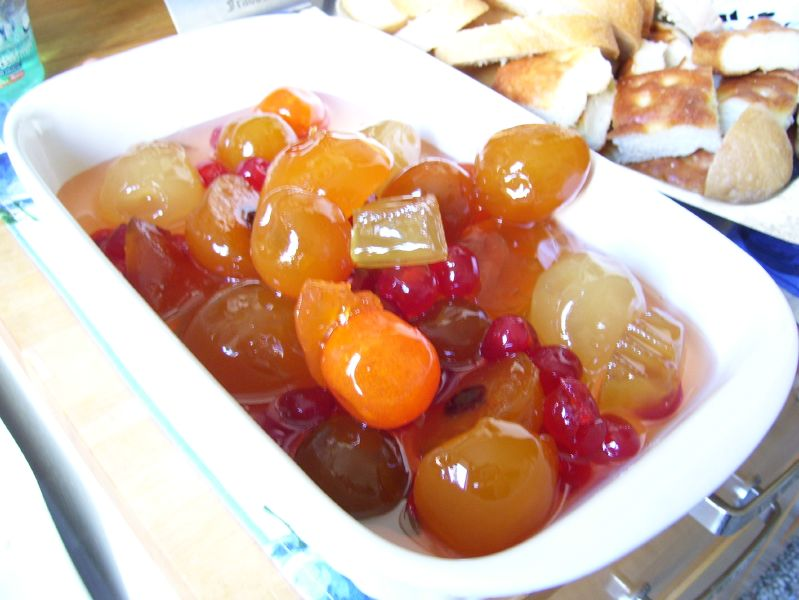
芥末水果

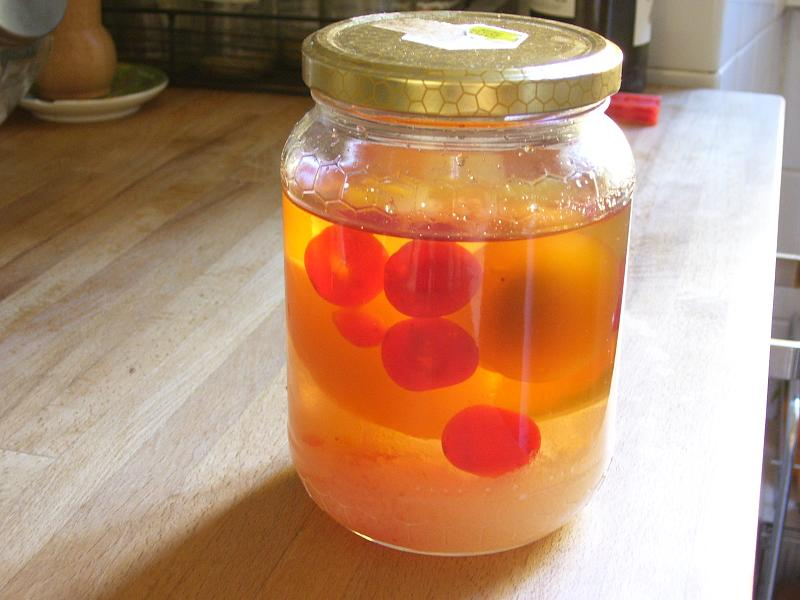
罐裝的芥末水果

芥末水果（義大利語：Mostarda di frutta；或簡稱Mostarda）是義大利的一種調味品，一般見於北意大利。芥末水果發源於北義倫巴第的克雷莫納，是由尚未熟透的水果放進加有芥末精的糖漿中，熬煮而成的。其色彩鮮豔的外觀常讓人以為是甜食，事實上味道除甜味外，還帶有芥末的辣味；義大利人常將它與火腿、豬肉混搭。